# Município de Groton (condado de Erie, Ohio)
O município de Groton (em inglês: Groton Township) é um município localizado no condado de Erie no estado estadounidense de Ohio. No ano de 2010 tinha uma população de 1427 habitantes e uma densidade populacional de 21,38 pessoas por km².

## Geografia
O município de Groton encontra-se localizado nas coordenadas 41° 19′ 42″ N, 82° 46′ 48″ O. Segundo a Departamento do Censo dos Estados Unidos, o município tem uma superfície total de 66.74 km², da qual 66,35 km² correspondem a terra firme e (0,59 %) 0,39 km² é água.

## Demografia
Segundo o censo de 2010, tinha 1427 pessoas residindo no município de Groton. A densidade populacional era de 21,38 hab./km².